# بخش ایسینسکی
بخش ایسینسکی (به لاتین: Issinsky District) یک منطقهٔ مسکونی در روسیه است که در استان پنزا واقع شده‌است.